# Блатна костенурка на Рийвс
Блатната костенурка на Рийвс (Mauremys reevesii) е вид костенурка от семейство Азиатски речни костенурки (Geoemydidae). Видът е застрашен от изчезване.

## Разпространение
Разпространен е в Китай, Северна Корея и Южна Корея. Внесен е в Източен Тимор, Индонезия (Малки Зондски острови), Палау, Провинции в КНР, Тайван, Хонконг и Япония.